# Georg Friedrich Nicolai
Georg Friedrich Nicolai, ursprungligen Lewinstein, född 6 februari 1874 i Berlin, död 8 oktober 1964 i Santiago de Chile, var en tysk läkare.
Nicolai var professor i Berlin och blev mest känd som författare till Die Biologie des Krieges (1917, svensk översättning 1918), en brett anlagd studie i fredsvänlig anda.